# Schlage doch, gewünschte Stunde, BWV 53
Schlage doch, gewünschte Stunde, BWV 53 (Llega ya, anhelada hora) es una  aria para alto, seguramente escrita para un funeral. Fue atribuida a Johann Sebastian Bach, pero probablemente fue compuesta en Leipzig por Melchior Hoffmann, otro compositor del siglo XVIII.

## Historia
La obra sobre un texto anónimo alemán probablemente fue compuesta para un servicio fúnebre. A menudo ha sido atribuida a Johann Sebastian Bach, pero Alfred Dürr no la incluyó en su libro de 1971 Die Kantaten von Johann Sebastian Bach, basado en el Bach-Jahrbücher 1955; en lugar de eso, Dürr menciona a Melchior Hoffmann como probable autor ("mit Wahrscheinlichkeit"). Para Hoffmann no ha sido confirmado y la fecha de la primera actuación se desconoce.

## Análisis
El aria se caracteriza por un dúo de campana obbligato. Clifford Bartlett lo llama el toque de difuntos "memorable y poderoso". Simon Crouch señala que "parte del material temático del aria sugiere a Bach pero las campanas acompañantes son únicas en la producción musical que se conserva de Bach".

### Texto
El poeta desconocido presenta la hora de la muerte como deseada. Las traducciones han sido "Apresúrate en llegar, oh anhelada hora", "Golpea mi hora, tan esperada" y "Golpea entonces tú, oh bendita hora". En una sección central se pide a los ángeles que abran las praderas celestiales, para ver pronto a Jesús ("Kommt, ihr Engel,… Öffnet mir die Himmelsauen, meinen Jesum bald zu schauen").

### Instrumentación
La obra está escrita para una sola voz solista (alto); dos violines, viola, violonchelo, órgano y campanas. El coro solamente aparece en el coral final. Las campanas pudieron haber formado parte del órgano mismo.

## Discografía selecta
De esta pieza se han realizado una serie de grabaciones entre las que destacan las siguientes.
- 1926 – J.S. Bach: Kantate für Alt. Emmi Leisner, Staats-Opera Berlin (Polydor)
- 1946 – Bach: Cantata No. 53. Karl Rankl, London Symphony Orchestra (Decca)
- 1952 – J.S. Bach: Cantatas No. 53, 54 & 170. Hermann Scherchen, Wiener Staatsoper-Orchester (Archipel)
- 1957 – J.S. Bach: Quatre Cantates No. 53, 55, 189 & 200. Karl Ristenpart, Orchestre de Chambre de la Sarre (Les discophiles français)
- 2011 – Bach Cantatas. Andreas Scholl, Kammerorchester Basel (Decca)